# Fortaleza de Santiago (Quíloa)
A Fortaleza de Santiago é um antigo forte português na ilha de Quíloa, na Tanzânia. É hoje conhecido localmente como Forte Árabe ou Gereza . Situa-se entre o Palácio Makutani e a Grande Mesquita.

## História
Pedro Álvares Cabral, segundo a navegar para a Índia após Vasco da Gama, foi o primeiro português a entrar em contacto com Quíloa em 1500. Quíloa tinha cerca de 4.000 habitantes, mas as suas sortes económicas encontravam-se por então em declínio. Como a maioria dos reinos da costa leste africana, Quíloa era um reino islâmico e os portugueses foram mal recebidos pelas elites locais. Em 1502, os portugueses reduziram Quíloa à condição de vassalo tributário. Em 1505, o rei D. Manuel I de Portugal nomeou D. Francisco de Almeida como primeiro vice-rei da Índia, encarregue, entre outras coisas, de construir um forte em Quíloa, que serviria de ponto de paragem às frotas portuguesas que navegavam entre a Europa e a Ásia por via da Rota do Cabo e também garantir a segurança dos comerciantes portugueses na cidade.
Ao chegar a Quíloa, o governante local emir Ibrahim, um ministro que havia recentemente assassinado e usurpado o trono do legítimo sultão Fudail, recusou-se a negociar com os portugueses, pelo que D. Francisco mandou capturar a ilha e depor o emir, sendo este substituído por Maomé Arcone. Arcone era um nobre pró-português, mas como não tinha sangue real, aceitou o cargo apenas temporariamente, até que o filho de Fudail, Micante, pudesse suceder no trono. Poucos dias depois, iniciaram-se as obras da fortaleza no dia 25 de Julho, dia de São Tiago, santo que deu nome à fortaleza. Terá sido da autoria do arquitecto-mor Tomás Fernandes, presente na frota. O chefe do estaleiro era Fernão Gomes. 
O forte foi construído sobre a antiga cidadela real. Várias casas contíguas ao forte foram demolidas para liberar o campo de tiro da artilharia. Foi erguido um baluarte junto ao mar, para assegurar as comunicações entre o forte e as frotas portuguesas. O forte tinha uma forma quadrada com quatro torres nos cantos, e canhoneiras rentes ao solo.  Tinha 73 canhões.
A Fortaleza de Santiago revelou-se pouco útil devido ao estado de intriga política e guerra civil em Quíloa, não causada pelos portugueses, mas agravada pela deposição do emir Ibrahim. O comércio abrandou e o explorador português António Fernandes, enviado ao interior africano, descobriu que o lucrativo comércio de ouro tinha lugar nas feiras do interior e não nas cidades costeiras. Os relatos de Fernandes constituem o primeiro registo europeu de exploração do interior da África central. A Ilha de Moçambique foi entendida como um porto mais conveniente. Por ordem de D. Manuel, em 1512, a guarnição foi evacuada por uma frota comandada por Jorge de Melo Pereira e o forte abandonado. Quíloa manteve-se como um vassalo de Portugal.
O Império Omanita capturou o forte no século XIX. O aspecto actual do forte é típico dos fortes omanitas.  A palavra Gereza significa "prisão" em suaíli, possivelmente indicando o uso do forte como um armazém de escravos durante o final do século XVIII até o final do século XIX, após o colapso da civilização suaíli após a chegada dos portugueses no final do século XVI. 